# Montejo de Arévalo
Montejo de Arévalo è un comune spagnolo di 263 abitanti situato nella comunità autonoma di Castiglia e León.